# Stazione di Nagano
La Stazione di Nagano (長野駅?, Nagano-eki) è una stazione ferroviaria situata a Nagano, capitale dell'omonima prefettura della regione del Chūbu. Attualmente è un capolinea della Nagano Shinkansen.

## Storia
La stazione, che venne inaugurata nel 1888, ha subito un importante restauro oltre un secolo dopo in occasione delle olimpiadi invernali del 1998. In questa occasione è stata attrezzata per il passaggio della linea Nagano Shinkansen, parte iniziale del più ampio progetto della Hokuriku Shinkansen. Quest'ultima dal 2015 giunge fino alla stazione di Kanazawa, e in questo modo Nagano è diventata una stazione intermedia, restando tuttavia il capolinea per quanto riguarda i servizi Asama.

## Linee e servizi
East Japan Railway Company
■ Nagano Shinkansen (Hokuriku Shinkansen)
■ Linea principale Shin'etsu
■ Linea Shinonoi
■ Linea Iiyama
■ Linea principale Chūō (media percorrenza)
Ferrovie Shinano
■ Linea Shinano
Ferrovia elettrica di Nagano
■ Linea Nagano

## Posizione e struttura
La stazione si trova vicino al centro della città di Nagano, e dispone di cinque binari passanti in superficie con tre banchine a isola per i servizi regionali e a media percorrenza, con un fabbricato viaggiatori sospeso sopra di essi, e quattro binari passanti su viadotto per i servizi Shinkansen (sebbene attualmente Nagano sia la stazione capolinea, i binari proseguono verso il deposito, e dal 2015 verso la stazione di Kanazawa, attualmente in ultimazione). Sono poi presenti tre binari tronchi interrati per la stazione della Ferrovia elettrica di Nagano a servizio della linea Nagano, che corre in sotterranea per alcuni chilometri nel centro della città per poi continuare in superficie nel resto del nord della prefettura.
Linee regionali
| 1         | Binario disattivato          | Binario disattivato                                   |
| 2, 5 6, 7 | ■ Linea principale Shin'etsu | per Toyono, Myōkō-Kōgen, Arai, Takada e Naoetsu       |
| 2, 5 6, 7 | ■ Linea Shinonoi             | per Shinonoi, Matsumoto, Nakatsugawa, Nagoya e Iida   |
| 2, 5 6, 7 | ■ Linea Shinano              | per Shinonoi, Ueda, Komoro e Karuizawa                |
| 2, 5, 7   | ■ Linea Shinonoi             | Rapido Misuzu per Okaya, Inashi e Iida                |
| 3         | ■ Linea Shinonoi             | per Shinonoi, Matsumoto e Nagoya                      |
| 3         | ■ Linea Shinano              | per Shinonoi, Ueda, Komoro e Karuizawa                |
| 4         | ■ Linea Iiyama               | per Toyono, Iiyama, Tōkamachi e Echigo-Kawaguchi      |
| 6         | ■ Linea principale Chūō      | per Matsumoto, Kiso-Fukushima, Nagoya, Nagoya e Osaka |

Linee Shinkansen
| 11-14 | ■ Nagano Shinkansen | per Karuizawa, Takasaki, Ōmiya, Ueno e Tokyo |

Ferrovia Elettrica di Nagano
| 1 | ■ Linea Nagano                      | locali per Susaka, Obuse, Shinshū-Nakano e Yudanaka            |
| 2 | Binario di discesa per il binario 1 | Binario di discesa per il binario 1                            |
| 2 | ■ Linea Nagano                      | Espressi limitati per Susaka, Obuse, Shinshū-Nakano e Yudanaka |
| 3 | ■ Linea Nagano                      | locali per Susaka, Obuse, Shinshū-Nakano e Yudanaka            |

## Stazioni adiacenti
| «                          | Servizio                                     | »                 |
| Nagano Shinkansen          | Nagano Shinkansen                            | Nagano Shinkansen |
| -------------------------- | -------------------------------------------- | ----------------- |
| Ueda                       | -                                            | Iiyama (2015)     |
| Linea principale Shin'etsu |                                              |                   |
| Amori                      | Locale                                       | Kita-Nagano       |
| Capolinea                  | Rapido                                       | ← Kita-Nagano     |
| Linea Shinonoi             |                                              |                   |
| Amori                      | Locale                                       | Capolinea         |
| Kawanakajima               | Rapido Misuzu                                | Capolinea         |
| Akashina →                 | Rapido Ohayō Liner                           | Capolinea         |
| Linea Shinano              |                                              |                   |
| Amori                      | Locale                                       | Capolinea         |
| Kawanakajima               | Rapido Rapido Karuizawa                      | Capolinea         |
| Ueda                       | Rapido Shinano Sunset Rapido Shinano Sunrise | Capolinea         |
| Linea Iiyama               |                                              |                   |
| Capolinea                  | Locale                                       | Kita-Nagano       |
| Linea Nagano               |                                              |                   |
| Capolinea                  | Locale Esp. Limitato B                       | Shiyakusho-mae    |
| Capolinea                  | Esp. Limitato A                              | Gondō             |